# Скидан Аліна Олексіївна
Аліна Олексіївна Скидан (нар. 24 жовтня 1994) — українська футболістка, півзахисниця російського клубу «Рязань-ВДВ».

## Клубна кар'єра
Дорослу футбольну кар'єру розпочала 2010 року в столичній команді «Атекс-2», кольори якої захищала до 2011 року. Також у вище вказаний період грала за жіночу команду Національного університету харчових технологій. Потім виступала за клуб вищої ліги України «Атекс-СДЮШОР №16» (Київ). У 2014 році перейшла в «Легенду», з якою ставала срібним (2015) і бронзовим (2016 2017, 2018) призером чемпіонату країни, фіналісткою Кубку України (2015, 2016, 2018). Влітку 2018 року, після розформування «Легенди», перейшла в грузинський клуб «Мартве», в його складі брала участь в поєдинках єврокубків. Після повернення на батьківщину провела півтора сезони в клубі «Єдність» (Плиски). Всього в чемпіонатах України станом на вересень 2020 року зіграла понад 100 матчів, в яких відзначилася понад 40 голами. У сезоні 2019/20 років захищала кольори футзального клубу ПЗМС (Полтава).
Наприкінці вересня 2020 року перейшла до російського клубу «Рязань-ВДВ». Єдиний матч за команду в чемпіонаті Росії зіграла 31 жовтня 2020 проти «Єнісей», замінивши на 89-й хвилині Асю Турієву.

## Кар'єра в збірній
Викликалася до жіночої молодіжної збірної України (WU-19). Учасниця міжнародного турніру «Кубанська весна» 2013 року.